# Aralidiaceae
Aralidiaceae is een botanische naam, voor een familie van tweezaadlobbige planten. Een familie onder deze naam wordt vrij zelden erkend door systemen van plantentaxonomie, maar wel door het APG-systeem (1998) en het APG II-systeem (2003). De APWebsite wijkt af van APG II door deze planten in te voegen bij de Torricelliaceae, en erkent een dergelijke familie dus ook niet.
Het gaat om een heel kleine familie van één soort, bomen in zuidoost Azië.